# Finale UEFA Lige prvaka 2012.
Finale UEFA Lige prvaka 2012. bio je susret odigran 19. svibnja 2012., odnosno 57. finale UEFA Lige prvaka, a dvadeseto u trenutnom formatu. Utakmica se igrala na Allianz Areni u Münchenu kao vrhunac sezone 2011./12. U dramatičnom finalu, engleski Chelsea pobijedio je njemačkog Bayern Münchena ukupnim rezultatom od 5:4 boljim izvođenjem jedanaesteraca, nakon što je rezultat bio izjednačen (1:1) u prvih 90 minuta i nakon produžetaka.
Ovo je ujedno i prvo finale igrano na Allianz Areni, otvorenoj 2005., koja se za potrebe finala službeno zvala "Fußball Arena München". Također, prvi se put od uvođenja formata Lige prvaka 1992. godine dogodilo da momčad igra finale na domaćem stadionu. Nijednom se dotad ove dvije ekipe nisu srele u finalu. Bayern je uoči finala posjedovao četiri naslova prvaka Europe u osam finala - najsvježiji je bio poraz iz finala 2010.; dok je Chelsea samo jednom igrao u finalu Lige prvaka, izgubivši na jedanaesterce u finalu 2008. Branitelje naslova Barcelonu eliminirao je Chelsea u polufinalu. Zanimljivo je da te sezone nijedan finalist nije uspio osvojiti svoje domaće prvenstvo, Bundesligu i Premier ligu.
Chelsea je kao pobjednik finala igrao UEFA Superkup protiv prvaka Europske lige, španjolskog Atlético Madrida, te se kvalificirao u polufinale Svjetskog klupskog prvenstva.

## Pozadina finala
Za prolazak u finale, Bayern je u 'nokaut' dijelu Lige prvaka 2011./12. pobijedio Basel, Marseille, te Real Madrid pobjedom 3:1 na jedanaesterce, nakon ukupnog rezultata 3:3. Chelsea je svladala Napoli, Benficu i branitelja naslova Barcelonu ukupnim rezultatom 3:2.
Obje su ekipe došle do finala s neuspjehom osvajanja domaćih prvenstava, Bayern u Bundesligi 2011./12., a Chelsea u Premier ligi 2011./12., ali su zato oboje stigli do završnice domaćih kupova. Chelsea je u finalu FA kupa pobijedio Liverpool s 2:1, dok je Bayern poražen od Borussije Dortmund rezultatom 5:2 u finalu DFB-Pokala.
Prije ovog finala, obje su momčadi poražene u svojim zadnjim finalima Lige prvaka, Bayern u finalu 2010. od milanskog Intera s 0:2, a Chelsea je u finalu 2008. od Manchester Uniteda na jedanaesterce nakon rezultata 1:1. Dok je to bilo Chelseajevo jedino finale Lige prvaka, Bayern je dotad igrao u osam njih, od toga pobijedivši u četiri (1974., 1975., 1976. i 2001.) te isto toliko izgubivši (1982., 1987., 1999. i 2010.). Samo su se jednom ove dvije ekipe susrele u Europi dosad, u četvrtfinalu Lige prvaka 2004./05. gdje je Chelsea pobijedila ukupnim rezultatom od 6:5.
Po prvi put u povijesti UEFA Lige prvaka, te četvrti put u povijesti cjelokupnog Kupa prvaka, jedna će momčad igrati finale na domaćem terenu, nakon finala 1957., 1965. i 1984. Zbog toga, navijači Bayern Münchena prozvali su ovu utakmicu "Finale dahoam", što je na bavarskom "finale kod kuće". Također se prvi put nakon finala 2007. događa da nijedan finalist nije prvak svoje države.

## Put do finala
| Momčad          | Uta. | Pob. | Izj. | Por. | PoG. | PrG. | GR  | Bod. |
| --------------- | ---- | ---- | ---- | ---- | ---- | ---- | --- | ---- |
| Bayern München  | 6    | 4    | 1    | 1    | 11   | 6    | +5  | 13   |
| Napoli          | 6    | 3    | 2    | 1    | 10   | 6    | +4  | 11   |
| Manchester City | 6    | 3    | 1    | 2    | 9    | 6    | +3  | 10   |
| Villarreal      | 6    | 0    | 0    | 6    | 2    | 14   | −12 | 0    |

| Momčad           | Uta. | Pob. | Izj. | Por. | PoG. | PrG. | GR  | Bod. |
| ---------------- | ---- | ---- | ---- | ---- | ---- | ---- | --- | ---- |
| Chelsea          | 6    | 3    | 2    | 1    | 13   | 4    | +9  | 11   |
| Bayer Leverkusen | 6    | 3    | 1    | 2    | 8    | 8    | 0   | 10   |
| Valencia         | 6    | 2    | 2    | 2    | 12   | 7    | +5  | 8    |
| Genk             | 6    | 0    | 3    | 3    | 2    | 16   | −14 | 3    |

- Napomena: Utakmice u kurzivu su rezultati postignuti u gostima.

## Uoči utakmice

### Stadion
Allianz Arena je 30. siječnja 2009. najavljena kao stadion domaćin finala Lige prvaka 2012., iako će se za vrijeme finala zvati "Fußball Arena München", jer UEFA ne dopušta sponzorska imena u svojim utakmicama, osim svojih pokroviteljskih partnera. Arena je otvorena 2005. godine kao domaći stadion Bayern Münchena i 1860 Münchena, te je ugostio šest utakmica Svjetskog nogometnog prvenstva 2006. uključujući i utakmicu otvorenja.
Stadion će ugostiti svoje prvo veliko europsko finale. Olimpijski stadion u Münchenu, bivši dom Bayerna i 1860 Münchena, ugostio je tri finala Kupa/Lige prvaka: 1979., 1993. i 1997.
Za vrijeme finala, Arena će biti obavijena zeleno tirkiznim svijetlom, predstavljajući dizajn za napravljena samo za finale u Münchenu, kako vanjska fasada Allianz Arene može mijenjati boje. Zbog toga se žarulje moraju promijeniti, jer Allianz Arena je dosad mogla svijetliti samo u crvenoj, plavoj i bijeloj boji.

### Ulaznice
Dva su finalista Lige prvaka 2012. dobila po 17 500 ulaznica za prodaju svojim navijačima. Dodatnih 7 tisuća je omogućeno za prodaju navijačima diljem svijeta. preko web-stranice UEFA.com, s cijenama između 70 i 370 eura. Ostatak je ulaznica podijeljeno lokalnom organizacijskom odboru, članicama UEFA-e, te pokroviteljskim partnerima.

### Suspenzije igrača
Obje momčadi imaju nekoliko izostalih igrača zbog suspenzija. Bayernu nedostaje David Alaba, Holger Badstuber i Luiz Gustavo, dok će Chelsea nastupati bez Branislava Ivanovića, Raula Meirelesa, Ramiresa i Johna Terryja. John Terry je suspendiran zbog dobivenog crvenog kartona u polufinalu, što ga je automatski isključilo iz finala. Ostala šestorica nedostaju zbog žutih kartona u polufinalnim utakmicama, jer su prekoračili ograničenje od tri žuta kartona u natjecanju, a čija je kazna zabrana igranja idućeg susreta. Udruženje nogometaša FIFPro poslalo je zahtjev UEFA-i da dopusti igračima sa žutim kartonima da igraju, vidjevši kaznu "propusta utakmice života" kao pregrubu. Međutim, UEFA je odbila zahtjev i izjavila da se pravilo neće mijenjati bar još iduće tri godine. Ivanović je izjavio kako "nije imao pojma da mu je samo jedan žuti karton ostao za propuštanje finala Lige prvaka." UEFA je potvrdila da je kapetanu Chelseaja Terryju dopušteno podizanje trofeja ako njegova momčad pobijedi, unatoč njegovoj suspenziji.

## Susret

### Detalji
| 19. svibnja 2012. 20:45 (CEST) |             |            |                                                                                |
| Bayern München                 | 1 : 1       | Chelsea    | Allianz Arena, München Broj gledatelja: 62 500 Sudac: Pedro Proença (Portugal) |
| Müller 83'                     | (izvještaj) | Drogba 88' | Allianz Arena, München Broj gledatelja: 62 500 Sudac: Pedro Proença (Portugal) |

|                                      |     | jedanaesterci                 |  |  |
| Lahm Gómez Neuer Olić Schweinsteiger | 3:4 | Mata Luiz Lampard Cole Drogba |  |  |
|                                      |     |                               |  |  |

| Bayern München | Chelsea |

| GK            | 1  | Manuel Neuer           |    |     |
| RB            | 21 | Philipp Lahm           |    |     |
| CB            | 17 | Jérôme Boateng         |    |     |
| CB            | 44 | Anatolij Tymoščuk      |    |     |
| LB            | 26 | Diego Contento         |    |     |
| DM            | 31 | Bastian Schweinsteiger | 2' |     |
| DM            | 39 | Toni Kroos             |    |     |
| RW            | 10 | Arjen Robben           |    |     |
| LW            | 7  | Franck Ribéry          |    | 97' |
| AM            | 25 | Thomas Müller          |    | 87' |
| CF            | 33 | Mario Gómez            |    |     |
| Zamjene:      |    |                        |    |     |
| GK            | 22 | Hans-Jörg Butt         |    |     |
| DF            | 5  | Daniel Van Buyten      |    | 87' |
| DF            | 13 | Rafinha                |    |     |
| MF            | 14 | Takashi Usami          |    |     |
| MF            | 23 | Danijel Pranjić        |    |     |
| FW            | 9  | Nils Petersen          |    |     |
| FW            | 11 | Ivica Olić             |    | 97' |
| Trener:       |    |                        |    |     |
| Jupp Heynckes |    |                        |    |     |

| GK                | 1  | Petr Čech        |      |     |
| RB                | 17 | José Bosingwa    |      |     |
| CB                | 4  | David Luiz       | 86'  |     |
| CB                | 24 | Gary Cahill      |      |     |
| LB                | 3  | Ashley Cole      | 81'  |     |
| DM                | 12 | Mikel John Obi   |      |     |
| CM                | 8  | Frank Lampard    |      |     |
| RW                | 21 | Salomon Kalou    |      | 84' |
| AM                | 10 | Juan Mata        |      |     |
| LW                | 34 | Ryan Bertrand    |      | 73' |
| CF                | 11 | Didier Drogba    | 93'  |     |
| Zamjene:          |    |                  |      |     |
| GK                | 22 | Ross Turnbull    |      |     |
| DF                | 19 | Paulo Ferreira   |      |     |
| MF                | 5  | Michael Essien   |      |     |
| MF                | 6  | Oriol Romeu      |      |     |
| MF                | 15 | Florent Malouda  |      | 73' |
| FW                | 23 | Daniel Sturridge |      |     |
| FW                | 9  | Fernando Torres  | 120' | 84' |
| Trener:           |    |                  |      |     |
| Roberto Di Matteo |    |                  |      |     |

| Igrač utakmice prema UEFA-i: Didier Drogba (Chelsea) Igrač utakmice po izboru navijača: Petr Čech (Chelsea) Pomoćni suci: Bertino Miranda (Portugal) Ricardo Santos (Portugal) Dodatni pomoćni suci: Manuel De Sousa (Portugal) Duarte Gomes (Portugal) Četvrti sudac: Carlos Velasco Carballo (Španjolska) |

## Vanjske poveznice
- UEFA Liga prvaka 2011./12., UEFA.com
- Finale UEFA Lige prvaka 2012., UEFA.com

| Finala Kupa prvaka i UEFA Lige prvaka | Finala Kupa prvaka i UEFA Lige prvaka |
| ------------------------------------- | --- |
|                                       | |
| Kup prvaka                            | 1956. • 1957. • 1958. • 1959. • 1960. • 1961. • 1962. • 1963. • 1964. • 1965. • 1966. • 1967. • 1968. • 1969. • 1970. • 1971. • 1972. • 1973. • 1974. • 1975. • 1976. • 1977. • 1978. • 1979. • 1980. • 1981. • 1982. • 1983. • 1984. • 1985. • 1986. • 1987. • 1988. • 1989. • 1990. • 1991. • 1992. |
|                                       | |
| Liga prvaka                           | 1993. • 1994. • 1995. • 1996. • 1997. • 1998. • 1999. • 2000. • 2001. • 2002. • 2003. • 2004. • 2005. • 2006. • 2007. • 2008. • 2009. • 2010. • 2011. • 2012. • 2013. • 2014. • 2015. • 2016. • 2017. • 2018. • 2019. • 2020. • 2021. • 2022. • 2023. • 2024.                                         |

| Finala Kupa prvaka i UEFA Lige prvaka | Finala Kupa prvaka i UEFA Lige prvaka |
| ------------------------------------- | --- |
|                                       | |
| Kup prvaka                            | 1956. • 1957. • 1958. • 1959. • 1960. • 1961. • 1962. • 1963. • 1964. • 1965. • 1966. • 1967. • 1968. • 1969. • 1970. • 1971. • 1972. • 1973. • 1974. • 1975. • 1976. • 1977. • 1978. • 1979. • 1980. • 1981. • 1982. • 1983. • 1984. • 1985. • 1986. • 1987. • 1988. • 1989. • 1990. • 1991. • 1992. |
|                                       | |
| Liga prvaka                           | 1993. • 1994. • 1995. • 1996. • 1997. • 1998. • 1999. • 2000. • 2001. • 2002. • 2003. • 2004. • 2005. • 2006. • 2007. • 2008. • 2009. • 2010. • 2011. • 2012. • 2013. • 2014. • 2015. • 2016. • 2017. • 2018. • 2019. • 2020. • 2021. • 2022. • 2023. • 2024.                                         |